# Sinus Asperitatis

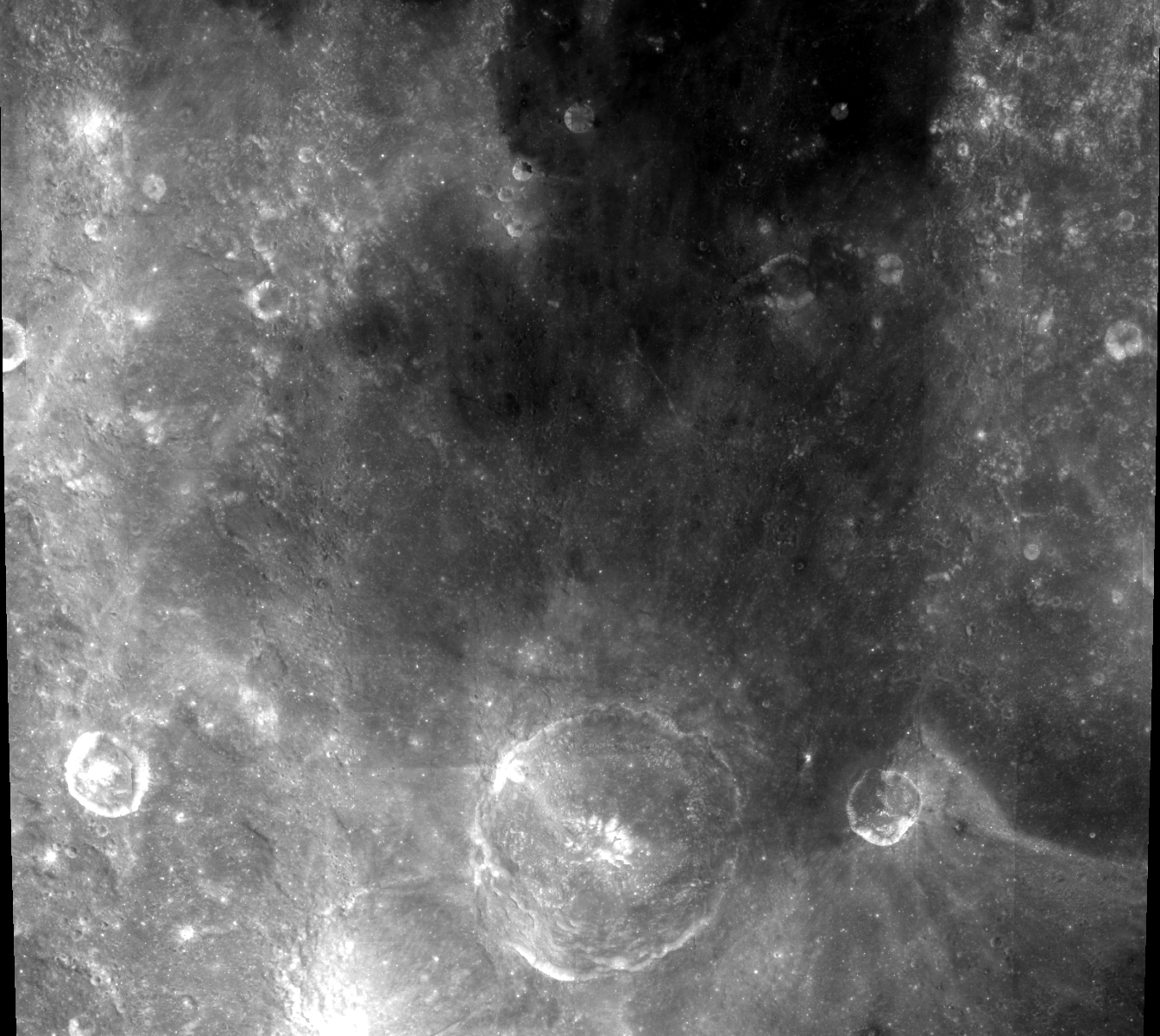
Sinus Asperitatis

Sinus Asperitatis (łac. Zatoka Grubiaństwa) – zatoka księżycowego morza Mare Tranquillitatis, położona w pobliżu połączenia z Mare Nectaris. Jej współrzędne selenograficzne to 3,8° S, 27,4° E, a średnica wynosi 206 km. Nazwa została zatwierdzona przez Międzynarodową Unię Astronomiczną w roku 1976.